# Dnsmasq
Dnsmasq je v informatice malý a snadno konfigurovatelný DNS a DHCP server. Je určen hlavně pro malé firemní a domácí sítě používající NAT. Dnsmasq podporuje jak statické tak dynamické DHCP a pro bootování bezdiskových stanic po počítačové síti je podporován i starší protokol BOOTP. Podporovány jsou platformy Linux (glibc nebo uClibc), BSD a macOS.

## Vlastnosti
Dnsmasq má následující vlastnosti:
- Snadná konfigurace DNS serveru, nezávisle na údajích poskytovatele
- Dnsmasq dokáže vyfiltrovat „falešné NXDOMAIN“ záznamy. Tím preventivně ochraňuje před potenciálními nežádoucími útoky
- Dnsmasq podporuje MX záznamy a dokáže obnovit MX záznamy pro jakoukoli nebo všechny lokální stanice.
- Dnsmasq také podporuje NAPTR záznamy, které dovolují užití regulárních výrazů založených na přepisování doménových jmen, které pak mohou být použity jako identifikátory URI.
- Uživatelé mohou nakonfigurovat Dnsmasq tak, že některé dotazy pro konkrétní domény posílá nadřazeným serverům, které je spravují, což umožňuje integraci do privátních DNS systémů.
- Skriptování v Lua
- Podpora DHCPv6

## Konfigurace
Hlavní konfigurační soubor je /etc/dnsmasq.conf. Je velice dobře komentovaný a tak není problém dnsmasq podle našich představ nastavit.
První co bychom měli upravit je specifikace rozhraní kde bude dnsmasq naslouchat. Z hlediska bezpečnosti není vhodné aby byl dostupný z internetu.
Ve výchozím nastavení naslouchá na všech rozhraních:
 interface=eth1 
Rozhraní má více specifikací:
 interface=eth2 
 interface=eth3 

### DNS
Kešování DNS a forwarding fungují automaticky. Otestovat to můžeme dotazem na nějakou doménu:
```
dig www.wikipedia.org @127.0.0.1
```

Dnsmasq využívá naše resolvery (viz /etc/resolv.conf) a odpovědi kešuje. Integruje také informace z /etc/hosts, tím pádem se nám velice usnadní pojmenování lokálních počítačů – nemusíme tvořit zónový soubor. Například, pokud do /etc/hosts vložíte záznam:
10.0.1.15 lilek.local
…můžete se po restartu programu dnsmasq rovnou přesvědčit, že od něj dostanete správnou odpověď (tedy, správnou dle /etc/hosts):
```
dig @127.0.0.1 lilek.local
;; ANSWER SECTION:
lilek.local.         10800   IN      A       10.0.1.15
```

Výchozí hodnota pro velikost keše je sto padesát záznamů. Chceme-li kešovat více záznamů, specifikujte příslušnou hodnotu cache-size:
```
cache-size=500
```

Vlastní DNS nemusíme vkládat jenom do /etc/hosts, ale také do samotné konfigurace :
```
host-record=laptop,laptop.local,10.0.1.60,1234::100
```

Výše uvedená řádka vytvoří A záznam pro jména laptop a laptop.local s IP adresou 10.0.1.60 a AAAA (IPv6) záznam s IPv6 adresou 1234::100.
Potřebujete-li vložit vlastní MX záznam, můžete použít mx-host:
```
mx-host=example.org,postovniserver.local,10
```

Výše uvedený řádek nastaví MX záznam pro doménu example.org o váze 10 s poštovním serverem postovniserver.local.
Podobným způsobem můžete vytvářet i PTR nebo SRV záznamy. Více viz manuálová stránka a komentáře v konfiguračním souboru. Po úpravě konfigurace je třeba dnsmasq restartovat:
```
service dnsmasq restart
```

### DHCP
Funkce DHCP serveru je ve výchozím stavu vypnutá dnsmasq. Pro funkčnost stačí specifikovat rozsah adres pro DHCP:
```
dhcp-range=10.0.1.50,10.0.1.150,12h
```

Tato řádka nastaví dynamické přidělování adres v rozsahu 10.0.1.50 až 10.0.1.150, přičemž přidělená IP adresa bude „pronajatá“ dvanáct hodin. Podobně jako v případě direktivy interface můžete dhcp-range specifikovat vícekrát, pokaždé pro jiný rozsah:
```
dhcp-range=10.0.1.50,10.0.1.150,12h
dhcp-range=10.0.5.10,10.0.5.50,12h
```

IP adresy můžete specifikovat i staticky, pro konkrétní MAC síťové karty:
```
dhcp-host=11:22:33:44:55:66,10.10.10.10
```

Tato řádka přidělí MAC adrese 11:22:33:44:55:66 IP adresu 10.10.10.10.
Konkrétní rozsahy můžete přidělovat i konkrétním síťovým rozhraním:
```
dhcp-range=eth1,10.0.1.50,10.0.1.150,12h
dhcp-range=eth2,10.0.5.10,10.0.5.50,12h
```

Potřebujete-li specifikovat některé další volby jako router apod., můžete použít dhcp-option:
```
dhcp-option=option:router,10.10.10.10
dhcp-option=option:ntp-server,10.10.10.20,10.10.10.30
```

Výše uvedená řádka sdělí DHCP klientům, že router je na adrese 10.10.10.10 a NTP servery jsou na 10.10.10.20 a 10.10.10.30. Další příklady naleznete v konfiguračním souboru a v manuálu.